# Monopetalotaxis chalciphora
Monopetalotaxis chalciphora là một loài bướm đêm thuộc họ Sesiidae. Nó được biết đến ở Malawi.